# (8886) Elaeagnus
(8886) Elaeagnus est un astéroïde de la ceinture principale.

## Description
(8886) Elaeagnus est un astéroïde de la ceinture principale. Il fut découvert le 9 mars 1994 à Caussols par Eric Walter Elst. Il présente une orbite caractérisée par un demi-grand axe de 2,25 UA, une excentricité de 0,20 et une inclinaison de 6,2° par rapport à l'écliptique.

## Compléments